# Mesón pseudoescalar

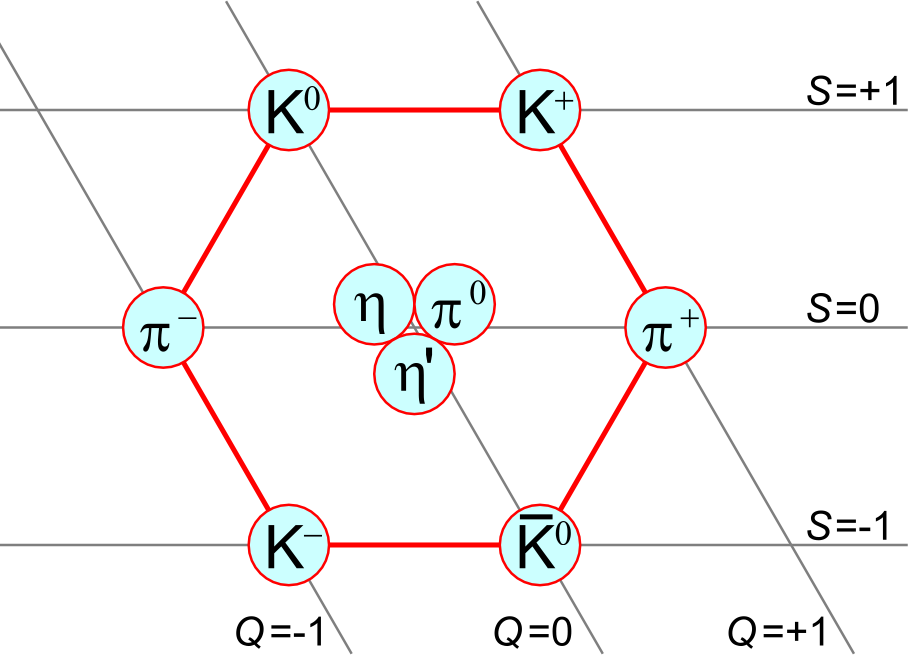
Los mesones pseudoescalares formados por cuarks arriba, abajo y extraños forman un noneto.

En física de altas energías, un mesón pseudoescalar es un mesón con espín total J igual a 0 y paridad impar (generalmente simbolizado como JP = 0− ). Se le puede comparar con el mesón escalar, de espín total 0 y paridad par (JP = 0+).  Los mesones pseudoescalares se observan comúnmente en la dispersión protón-protón y en la aniquilación protón-antiprotón. Unos ejemplos de mesones pseudoescalares son las partículas pion (π), kaón (K), eta (η) y eta prima (η'), cuyas masas se conocen con gran precisión.
Los mesones vectoriales tienen los espines del quark y antiquark en sentido opuesto y su momento angular orbital es cero, lo que da como resultado que el espín total es nulo.
Los pseudoescalares son los mesones más estudiados y de los cuales hoy en día tenemos mejor comprensión.

## Historia
Yukawa teorizó la existencia del pion en 1935, como un bosón responsable de la fuerza principal que transporta del potencial de Yukawa en las interacciones nucleares.   Este se observó en 1947 con aproximadamente la misma masa que predijo Yukawa. En las décadas de 1950 y 1960, los mesones pseudoescalares comenzaron a proliferar y finalmente se les fue organizando en octupletes según la llamada "vía óctuple" de Murray Gell-Mann. 
Gell-Mann predijo además la existencia de una novena resonancia en el multiplete pseudoescalar, a la que originalmente llamó X. Esta partícula se encontró más tarde y ahora se la conoce como mesón eta prima.  La estructura del multiplete de mesones pseudoescalar, y también de los multipletes de bariones en estado fundamental, llevó a Gell-Mann (y a Zweig, de forma independiente) a crear el modelo de cuarks . 